# Jurij Kryvoručko
Jurij Hryhorovyč Kryvoručko (in ucraino Юрій Григорович Криворучко? (Leopoli, 19 dicembre 1986) è uno scacchista ucraino, Grande maestro dal 2006. In occidente è noto come Yuriy Kryvoruchko.
Nel 2013 ha vinto a Kiev l'82º il campionato ucraino. 
Nella Coppa del mondo 2013 ha battuto nel primo turno Parimarjan Negi e nel secondo Michael Adams, poi nel terzo è stato sconfitto dal suo connazionale Vasyl' Ivančuk. 
Altri risultati: 
- 2004: terzo nel campionato europeo di Ürgüp in Turchia;
- 2006: terzo nel campionato del mondo juniores U20 di Erevan;
- 2008: =1º–8º nell'open di Cappelle la Grande;[1]
- 2009: medaglia di bronzo di squadra nel campionato europeo a squadre;
- 2009: =1º–4º nel Reykjavík Open;[2]
- 2010: =1º–6º nel II Torneo Internazionale di Retimo in Grecia;[3]
- 2010: =1º–3º con Dmitrij Svetuškin e Aleksandr Zubarev a Paleohora in Grecia.[4]
- 2024: in aprile vince la Bundesliga con la squadra SC Viernheim.

Ha raggiunto il massimo rating FIDE in novembre 2015, con 2717 punti Elo, 34º al mondo e 3º nel suo paese.